# 藤村大介 (写真家)
藤村 大介（ふじむら だいすけ 1970年6月1日 - ）は日本の写真家である。日本旅行写真家協会の副会長、及び（公社）日本写真家協会の正会員である。

## 経歴
香川県出身、東京都在住。香川県立坂出高等学校卒。日本写真芸術専門学校卒。
1995年、(有)フォトグローブ退社後独立、フリーとなる。世界500都市以上を取材。「旅」をテーマに各国の風景、街並み、夜景、世界遺産、民族等を撮影。
自身が運営する写真教室「ウィステリア フォトクラブ」は2010年創立。
- （公社）日本写真家協会（JPS）正会員
- （一社）日本旅行写真家協会（JTPS）副会長
- 日本大学芸術学部 講師
- ニコンカレッジ 講師[2]
- アカデミーX 講師
- 玉川学園 講師[4]
- ウィステリアフォトクラブ 主宰

## 展覧会
- 2001年 第5回旅写展 旅「日本〜新世紀に残すもの」富士フォトサロン東京・名古屋・福岡・大阪
- 2002年 個展 「暮色情景」富士フォトサロン東京
- 2003年 第6回旅写展 「新たなる『旅』の始まり・・・」富士フォトサロン東京・名古屋・札幌・福岡・大阪
- 2003年 個展 「The Night Piece」富士フォトサロン大阪
- 2005年 第7回旅写展 「旅・時の流れに・・・」富士フォトサロン東京・大阪
- 2006年 JPS新入会員展  JCII
- 2007年 第8回旅写展 「旅・時空の記憶/いま、日本は・・・」富士フォトサロン東京・大阪
- 2008年 旅写 キヤノン企画展「Japanese Workers/日本列島縦断24時間」キヤノンSタワーオープンギャラリー
- 2009年 第9回旅写展 「旅の記憶・地球未来」富士フォトサロン東京
- 2010年 協同開催写真展 「40/20」Roonee/ルーニー（東京・四谷）
- 2010年 「SKY PHOTO PROJECT」 横浜ランドマークタワー
- 2012年 県民が見た 世界遺産写真展「世界遺産の街と風景」 神奈川 あーすぷらざ
- 2014年 共同開催写真展「PO/AO【光と影の世界】」CUBE SPACE GALLERY（東京・表参道）
- 2014年 個展「美しき世界の黎明と逢魔時」BIC PHOTO GALLERY（東京・池袋）
- 2014年 個展「Lights! Colors! Playing!!」ニコンサロン フォトプロムナード（東京、大阪）
- 2015年 個展「Lights! Colors! Playing!!（巡回展）」ニコンサロン フォトプロムナード（名古屋、福岡）
- 2015年 個展「Twilight Scapes」ギャラリー・アートグラフ
- 2015年 共同開催写真展「PO/AO 2」NAA ART GALLERY
- 2017年 個展「世界のまがとき／第１部〈街〉第２部〈水辺〉」富士フイルムフォトサロン東京ミニギャラリー
- 2018年 個展「Earth Glow」香川県 坂出市民美術館
- 2020年 個展「Invitation to Darkness」LUMIX GINZA TOKYO（東京・銀座）
- 2020年 個展「CAPTURE TIME」Nine Gallery（東京・外苑前）
- 2021年 個展「Habitable zone」あーすぷらざ［神奈川県立地球市民かながわプラザ］（神奈川県・横浜市）
- 2021年 個展「Earth Glow Again」Nikon THE GALLERY（東京・大阪）

## 出版
- 日本写真企画「夜景写真 マスターブック」
- 写真集「暮色情景」
- 紀行写真集「鉄道で行くヨーロッパ」他
- CD-ROM 「日本素材図鑑」他
- 他にも各社企業広告、旅行ガイド、カレンダー、ポスター、雑誌等多数
- iPhone,iPad系 藤村大介写真集アプリ「夜景111」[5]
- Android系 藤村大介写真集アプリ「夜景ヨーロッパ」「ピラミッド＆スフィンクス」「世界夜景の旅」[6]
- 日本郵便 記念切手「海外の世界遺産 第4集」[7]
- 写真集『世界のまがとき、カメラ旅』 日本写真企画、2016年6月20日、ISBN 9784865620337

## メディア出演
- ほっと＠アジア/NHK BS1
- すてきな写真旅２/BS11
- カメラ情報番組/BS11・ビックカメラ
- 水曜スペシャル/テレビ東京
- 午後のまりやーじゅ/NHK第一（ラジオ）
- PHaT PHOTO動画/シー・エム・エス
- レンズPRムービー/タムロン
- 四国新聞
- ソロモン流/テレビ東京
- 私のNIKKOR Vol.8/ニコン
- ジャパネットたかた
- モノクラ〜ベ/BSスカパー
- 西日本放送
- FM香川
- KBN
- FMサン